# Milhac-de-Nontron
Milhac-de-Nontron é uma comuna francesa na região administrativa da Nova Aquitânia, no departamento Dordonha. Estende-se por uma área de 35,81 km². Em 2010 a comuna tinha 508 habitantes (densidade: 14,2 hab./km²).